# Lagariella colominasi
Lagariella colominasi es una especie de escarabajo del género Lagariella, familia Leiodidae. Fue descrita por Zariquiey en 1924.

## Distribución
Se encuentra en España.